# Carlos Saavedra Lamas
Carlos Saavedra Lamas, argentinski pravnik, sociolog, pedagog in politik, * 1. november 1878, † 5. maj 1959.